# X-Women
X-Women és una sèrie de còmic creada Rafa Fonteriz en 1992 per a la revista "Kiss Comix" d'Edicions La Cúpula. S'hi parodien los personatges de la famosa sèrie de superherois X-Men, que són presentats en situacions pròpies del còmic pornogràfic.

## Trajectòria editorial
X-Women va ser la primera sèrie d'èxit de l'autor, fet que li va valdre l'entrada a la revista més important de l'editorial, "El Víbora". Va ser venuda a una desena de països. Als Estats Units d'Amèrica la sèrie fon publicada independentement i posteriorment reeditada en àlbum per Fantagraphics. A la dècada de 2000 va publicar-se una continuació a "Eros Comix".